# Unión (Puerto Cabello)
Pour les articles homonymes, voir Union.
Unión est l'une des huit paroisses civiles de la municipalité de Puerto Cabello dans l'État de Carabobo au Venezuela. Constituant l'une des six divisions territoriales de la ville de Puerto Cabello, cette paroisse paroisse civile a de facto pour capitale cette dernière.

## Géographie

### Description
Bien que Juan José Flores constitue de facto l'un des quartiers de la ville de Puerto Cabello, notamment son centre historique, elle n'en reste pas moins elle-même divisée en deux entités distinctes : le centre historique ou « Casco histórico » en espagnol qui abrite la partie nord des ports et le quartier des plages entre la calle Sucre et l'océan jusqu'au río San Estefan.

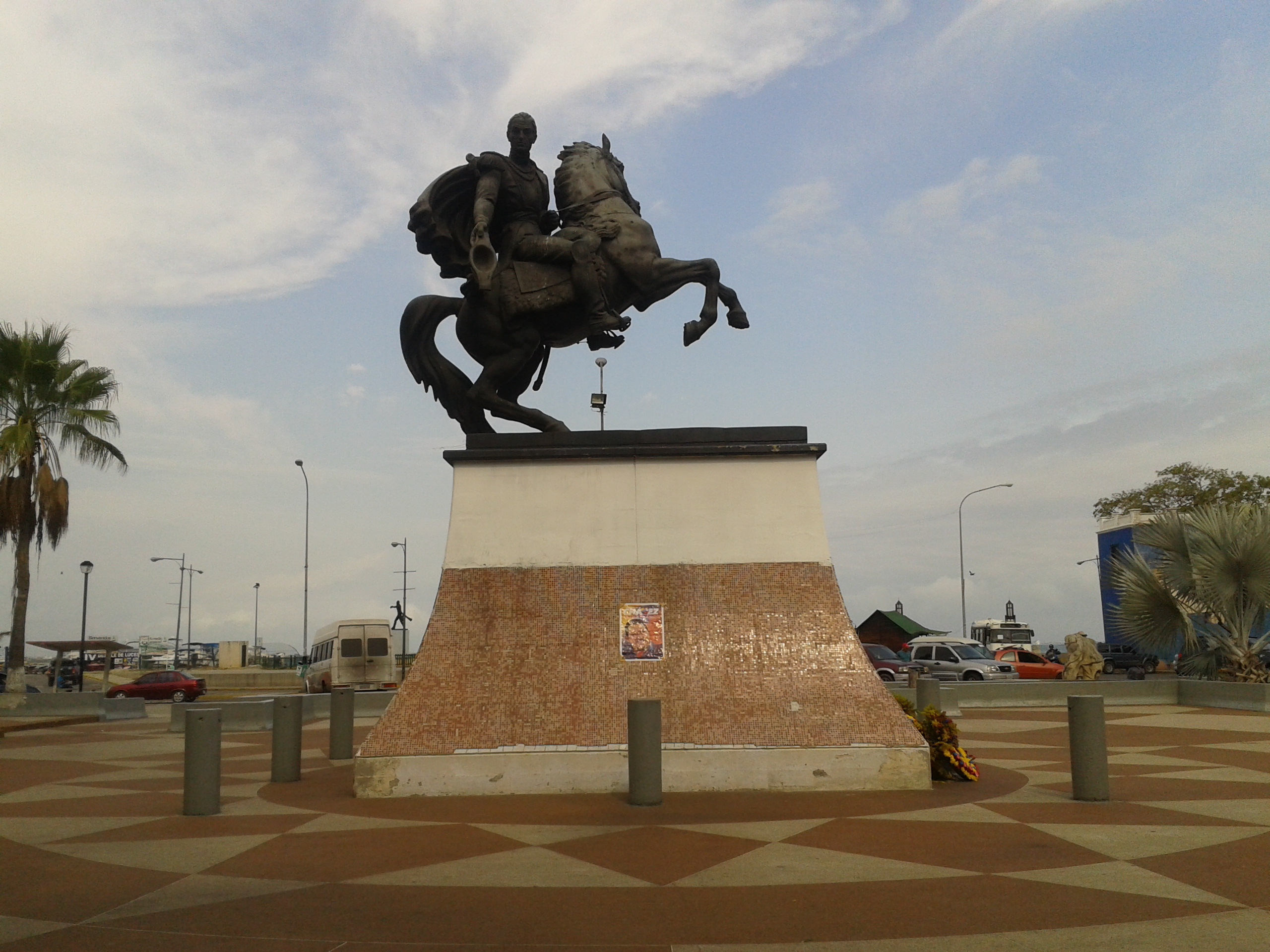
La place Bolívar.
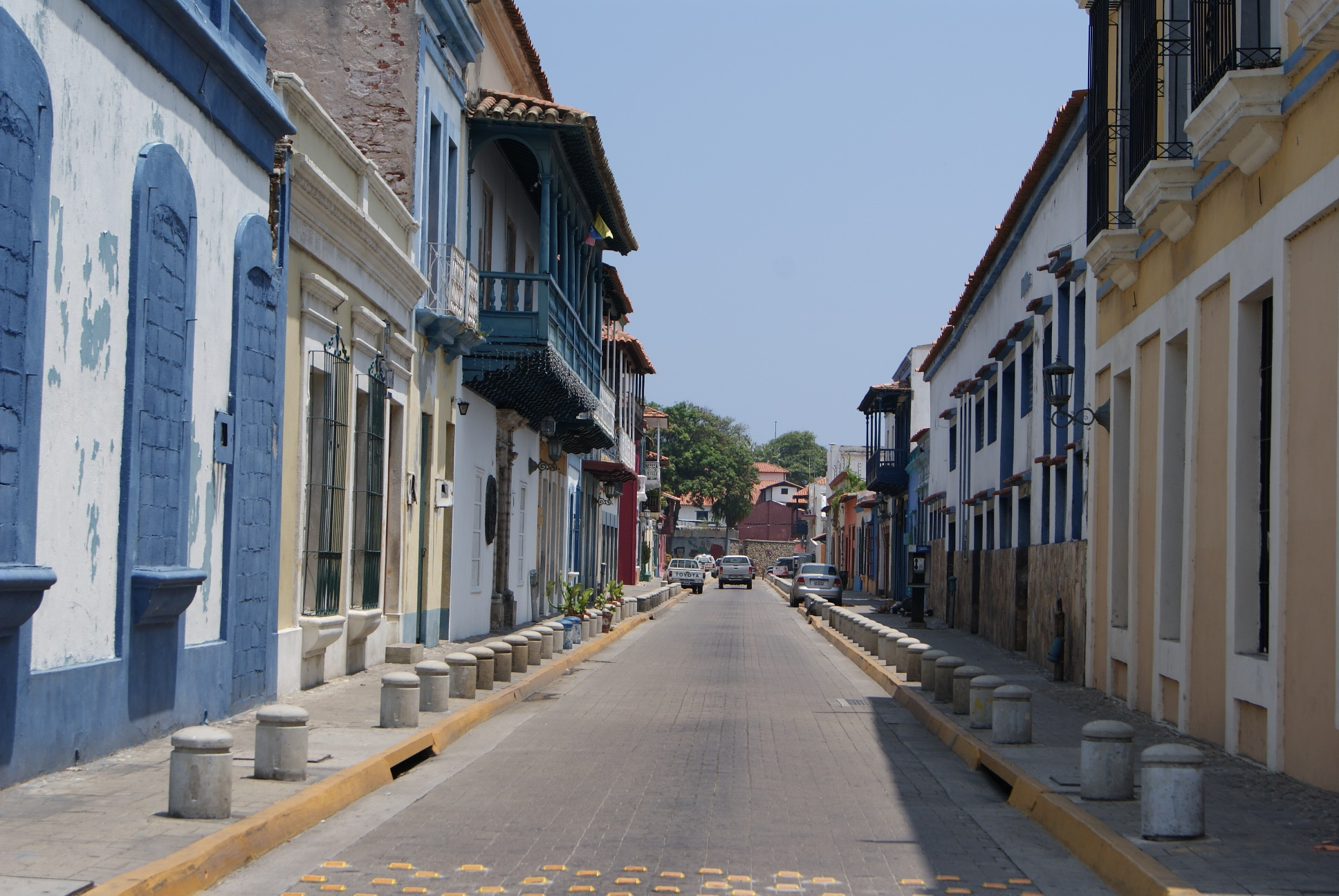
Une rue du centre historique.
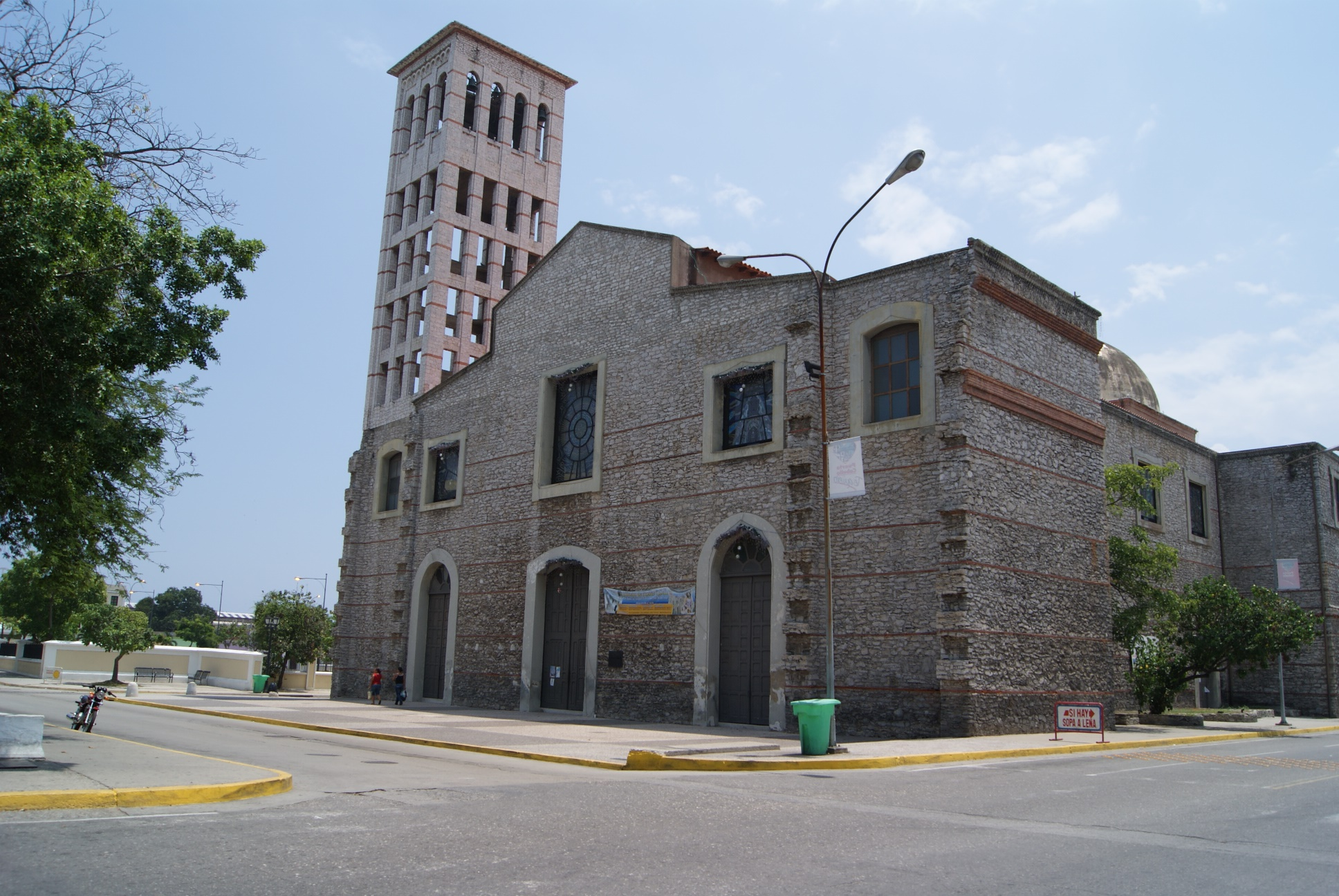
La cathédrale de Puerto Cabello.
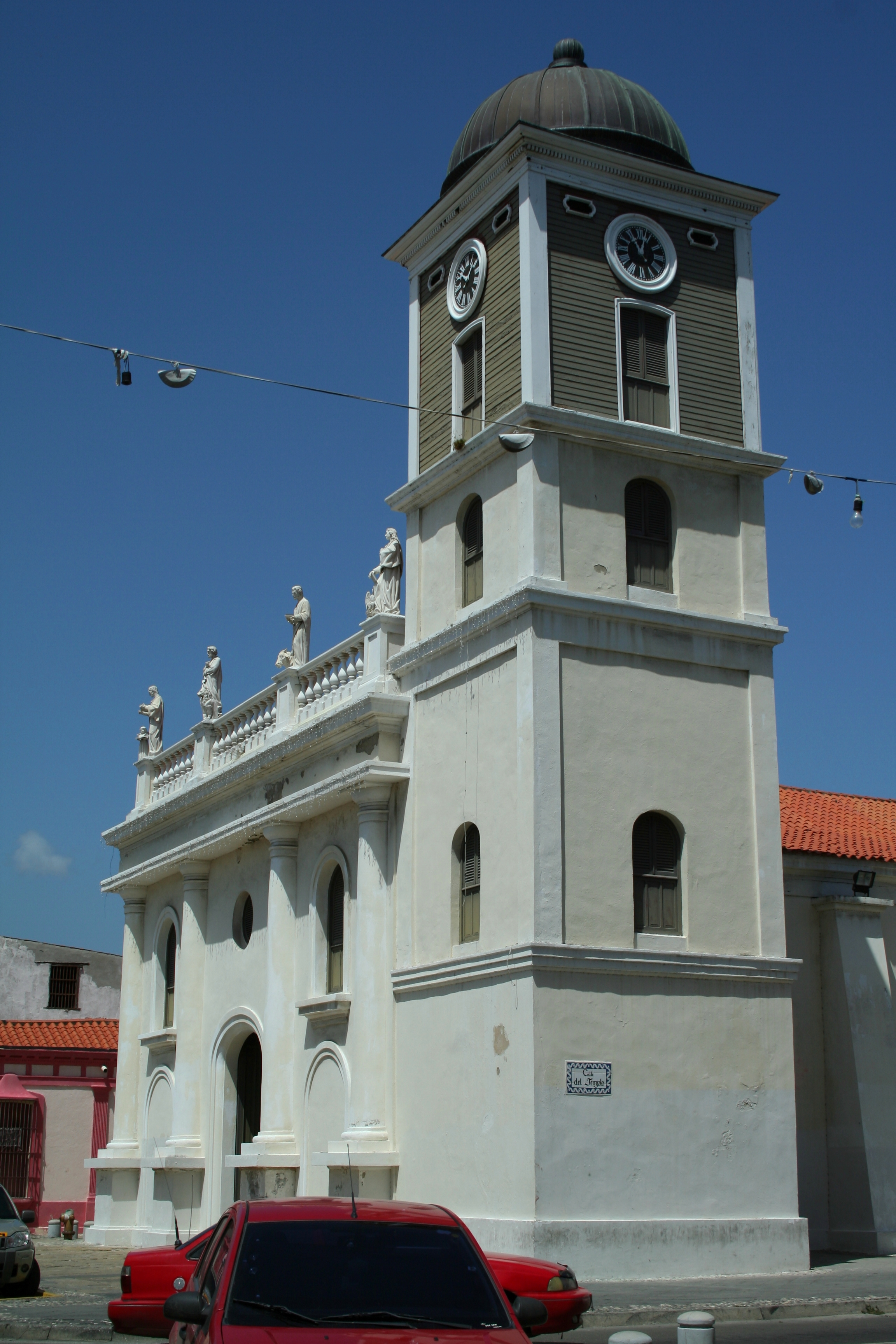
L'église Nuestra-Señora-del-Rosario.